# Sossari
Sossari est un village du Cameroun situé dans le département de la Bénoué et la région du Nord. Il fait partie de la commune de Bibémi. Le Plan Communal de Développement de Bibémi prévoyait à Sossari la construction de puits, de six salles de classe, d’un magasin de stockage de produits secs, ainsi que l’ouverture de pistes agricoles.  

## Population
Selon le Plan Communal de Développement de Bibémi daté de Mai 2014, la localité comptait 576 habitants. Le nombre d’habitants était de 262 selon le recensement de 2005.